# Johann Utenthovius
Johann Utenthovius (Utenhoven), född cirka 1520, död 1565. Bördig från Gent, holländsk emigrantpastor i London på 1550-talet. Han finns representerad i 1937 års psalmbok med originaltexten till ett verk (nr 213).

## Psalmer
- O Gud, som hörer allas röst (1695 nr 233, 1937 nr 213) tryckt första gången 1608